# Strzelectwo na Letnich Igrzyskach Olimpijskich 2016 – pistolet dowolny, 50 m (mężczyźni)
Strzelanie z pistoletu dowolnego z 50 metrów mężczyzn – konkurencja rozegrana 10 sierpnia 2016 roku podczas letnich igrzysk w Rio de Janeiro.
W kwalifikacjach wystąpiło 41 zawodników, którzy mieli do oddania 60 strzałów z dowolnego pistoletu. Strzały punktowane były od 1 do 10 punktów. Ośmiu z najwyższą sumą punktów awansowało do finałowej rundy.
W finale każdy zawodnik miał 20 strzałów. Za pojedynczy strzał można było zdobyć od 1 do 10,9 punktu. Klasyfikacja końcowa była ustalona na podstawie sumie wszystkich osiągniętych punktów w rundzie finałowej.
Złoty medal obronił sprzed czterech lat Koreańczyk Jin Jong-oh, srebrny zdobył Wietnamczyk Hoàng Xuân Vinh, a brązowy – Koreańczyk Kim Song-guk.

## Terminarz
| Data             | Godzina |              |
| ---------------- | ------- | ------------ |
| 10 sierpnia 2016 | 14:00   | Kwalifikacje |
| 10 sierpnia 2016 | 17:00   | Finał        |

## Rekordy
Rekordy świata i olimpijskie przed rozpoczęciem zawodów:
Runda kwalifikacyjna – 60 strzałów
| WR | Jin Jong-oh           | 583 | Grenada | 9 września 2014 |
| OR | Aleksander Mielentjew | 581 | Moskwa  | 20 lipca 1980   |

Runda finałowa – 20 strzałów
| WR | Jin Jong-oh | 200,7 | Grenada | 7 lipca 2013 |
| OR | –           | –     | –       | –            |

## Wyniki
Źródło: 

### Kwalifikacje
| Pozycja | Zawodnik           | Reprezentacja     | Suma    | Uwagi |
| ------- | ------------------ | ----------------- | ------- | ----- |
| 1       | Jin Jong-oh        | Korea Południowa  | 567-12x | Q     |
| 2       | Pang Wei           | Chiny             | 565-11x | Q     |
| 3       | Han Seung-woo      | Korea Południowa  | 562-8x  | Q     |
| 4       | Władimir Gonczarow | Rosja             | 557-13x | Q     |
| 5       | Kim Song-guk       | Korea Północna    | 557-8x  | Q     |
| 6       | Hoàng Xuân Vinh    | Wietnam           | 556-11x | Q     |
| 7       | Pavol Kopp         | Słowacja          | 556-8x  | Q     |
| 8       | Wang Zhiwei        | Chiny             | 556-5x  | Q     |
| 9       | Pablo Carrera      | Hiszpania         | 556-8x  |       |
| 10      | Will Brown         | Stany Zjednoczone | 555-6x  |       |
| 11      | João Costa         | Portugalia        | 554-11x |       |
| 12      | Jitu Rai           | Indie             | 554-9x  |       |
| 13      | Raszyd Junusmietow | Kazachstan        | 553-8x  |       |
| 14      | Jay Shi            | Stany Zjednoczone | 553-7x  |       |
| 15      | Cotne Maczawariani | Gruzja            | 552-11x |       |
| 16      | Dimitrije Grgić    | Serbia            | 552-8x  |       |
| 17      | Ye Tun Naung       | Mjanma            | 552-4x  |       |
| 18      | Damir Mikec        | Serbia            | 551-7x  |       |
| 19      | Tomoyuki Matsuda   | Japonia           | 550-12x |       |
| 20      | Atallah Al-Anazi   | Arabia Saudyjska  | 550-11x |       |
| 21      | Ołeh Omelczuk      | Ukraina           | 550-10x |       |
| 22      | Yusuf Dikeç        | Turcja            | 550-10x |       |
| 23      | Denis Kołlakow     | Rosja             | 548-9x  |       |
| 24      | Kim Jong-su        | Korea Północna    | 548-8x  |       |
| 25      | Prakash Nanjappa   | Indie             | 547-10x |       |
| 26      | Giuseppe Giordano  | Włochy            | 547-4x  |       |
| 27      | Jorge Grau         | Kuba              | 546-6x  |       |
| 28      | Daniel Repacholi   | Australia         | 545-10x |       |
| 29      | İsmail Keleş       | Turcja            | 544-5x  |       |
| 30      | Júlio Almeida      | Brazylia          | 542-7x  |       |
| 31      | Trần Quốc Cường    | Wietnam           | 542-6x  |       |
| 32      | Samuił Donkow      | Bułgaria          | 541-6x  |       |
| 33      | Juraj Tužinský     | Słowacja          | 541-5x  |       |
| 34      | Miklós Tátrai      | Węgry             | 539-4x  |       |
| 35      | Marko Carrillo     | Peru              | 536-6x  |       |
| 36      | Władimir Isaczenko | Kazachstan        | 536-4x  |       |
| 37      | Johnathan Wong     | Malezja           | 535-4x  |       |
| 38      | Samy Abdel Razek   | Egipt             | 534-6x  |       |
| 39      | Felipe Wu          | Brazylia          | 533-3x  |       |
| 40      | David Muñoz        | Panama            | 528-9x  |       |
| 41      | Rudolf Knijnenburg | Boliwia           | 522-4x  |       |

### Finał
| Pozycja | Zawodnik           | Reprezentacja    | Suma  | Uwagi |
| ------- | ------------------ | ---------------- | ----- | ----- |
|         | Jin Jong-oh        | Korea Południowa | 193,7 | OR    |
|         | Hoàng Xuân Vinh    | Wietnam          | 191,3 |       |
|         | Kim Song-guk       | Korea Północna   | 172,8 |       |
| 4       | Han Seung-woo      | Korea Południowa | 151,0 |       |
| 5       | Wang Zhiwei        | Chiny            | 129,4 |       |
| 6       | Władimir Gonczarow | Rosja            | 111,0 |       |
| 7       | Pavol Kopp         | Słowacja         | 91,4  |       |
| 8       | Pang Wei           | Chiny            | 67,2  |       |